# Deadmeat Disciples
Deadmeat Disciples – album death-thrashmetalowej grupy Deathchain, wydany nakładem Dynamic Arts Records. W Finlandii, rodzimym kraju zespołu, płyta ukazała się w październiku 2003, w pozostałych krajach Europy w styczniu 2004, a w Rosji we wrześniu 2004.

## Lista utworów
1. „Chaos Wartech” – 3:47
2. „Rabid Vultures” – 3:37
3. „Poltergeist (The Nemesis)” – 3:10
4. „March Of The Thousand Legions” – 3:34
5. „Carnal Damage” – 3:25
6. „Undertaker” – 3:33
7. „Skeletal Claws” – 3:21
8. „Carrier Of Pestilence” – 4:25
9. „Deadmeat Disciples” – 3:58

Czas całkowity – 32:50.

### Próbki utworów
- Chaos Wartech. dynamicartsrecords.com. [zarchiwizowane z tego adresu (2007-02-21)].
- March Of The Thousand Legions. dynamicartsrecords.com. [zarchiwizowane z tego adresu (2007-09-27)].
- Skeletal Claws. dynamicartsrecords.com. [zarchiwizowane z tego adresu (2007-09-27)].